# Penstemon grandiflorus
Penstemon grandiflorus là một loài thực vật có hoa trong họ Mã đề. Loài này được Nutt. mô tả khoa học đầu tiên năm 1813.

## Hình ảnh

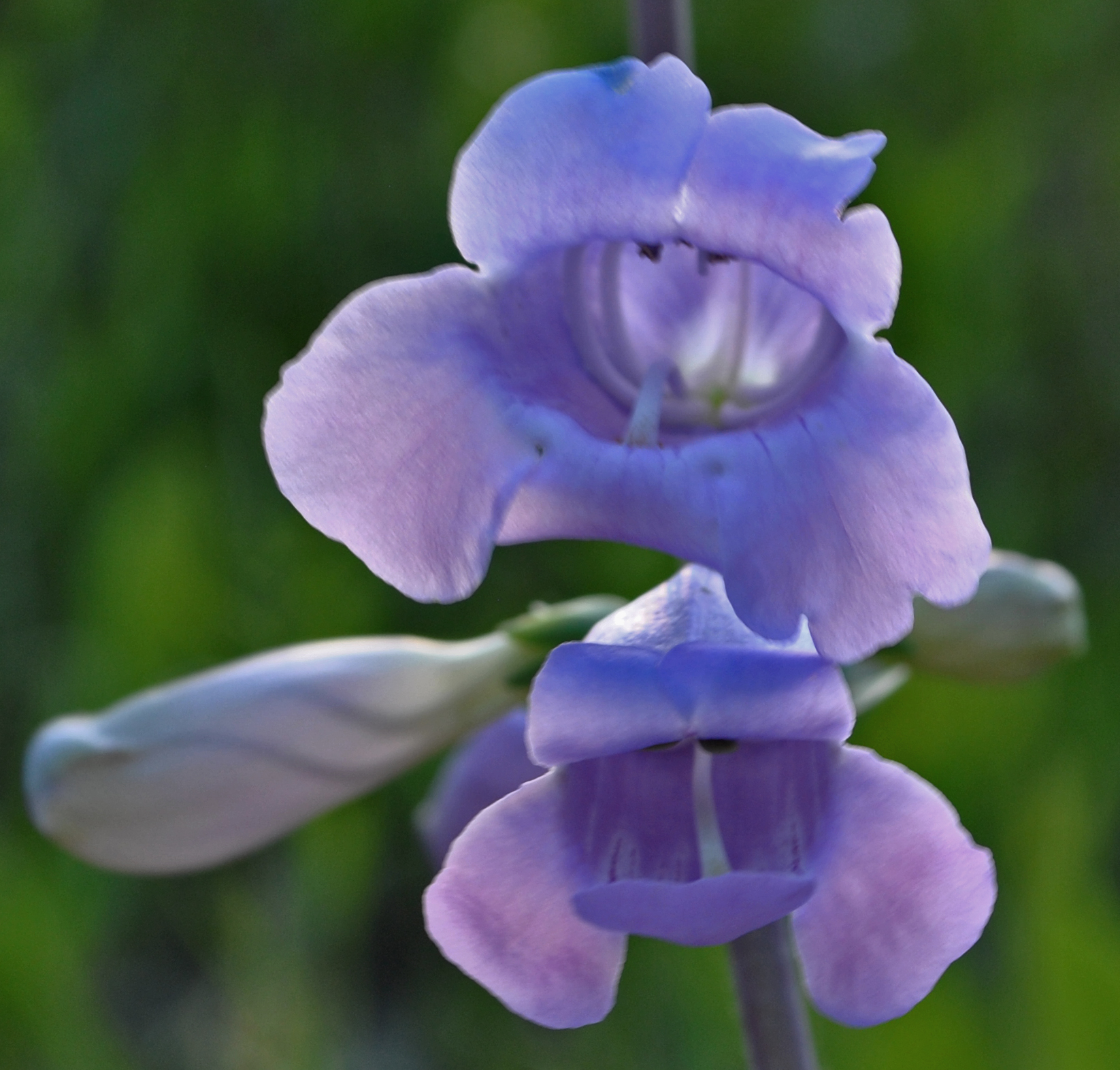
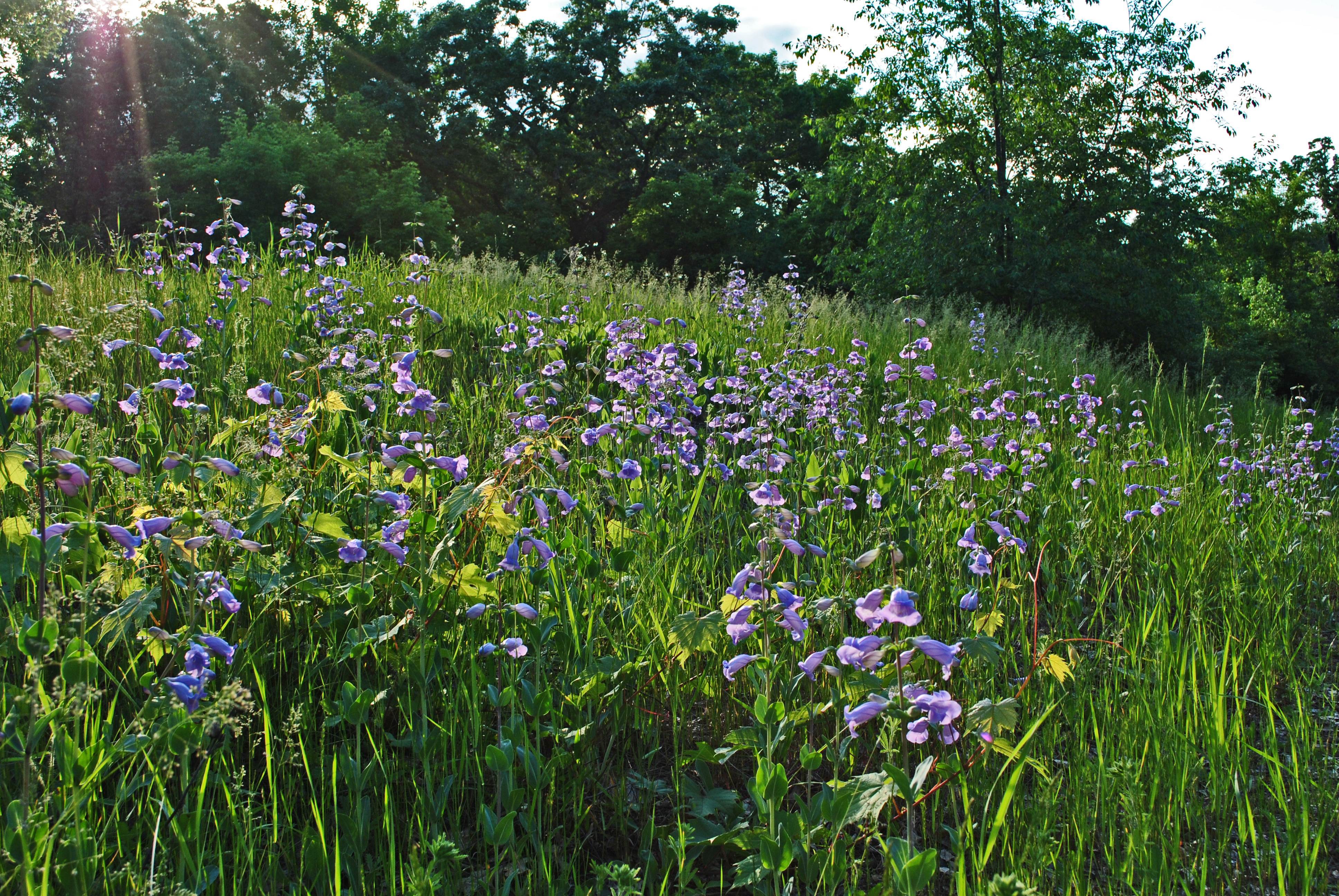
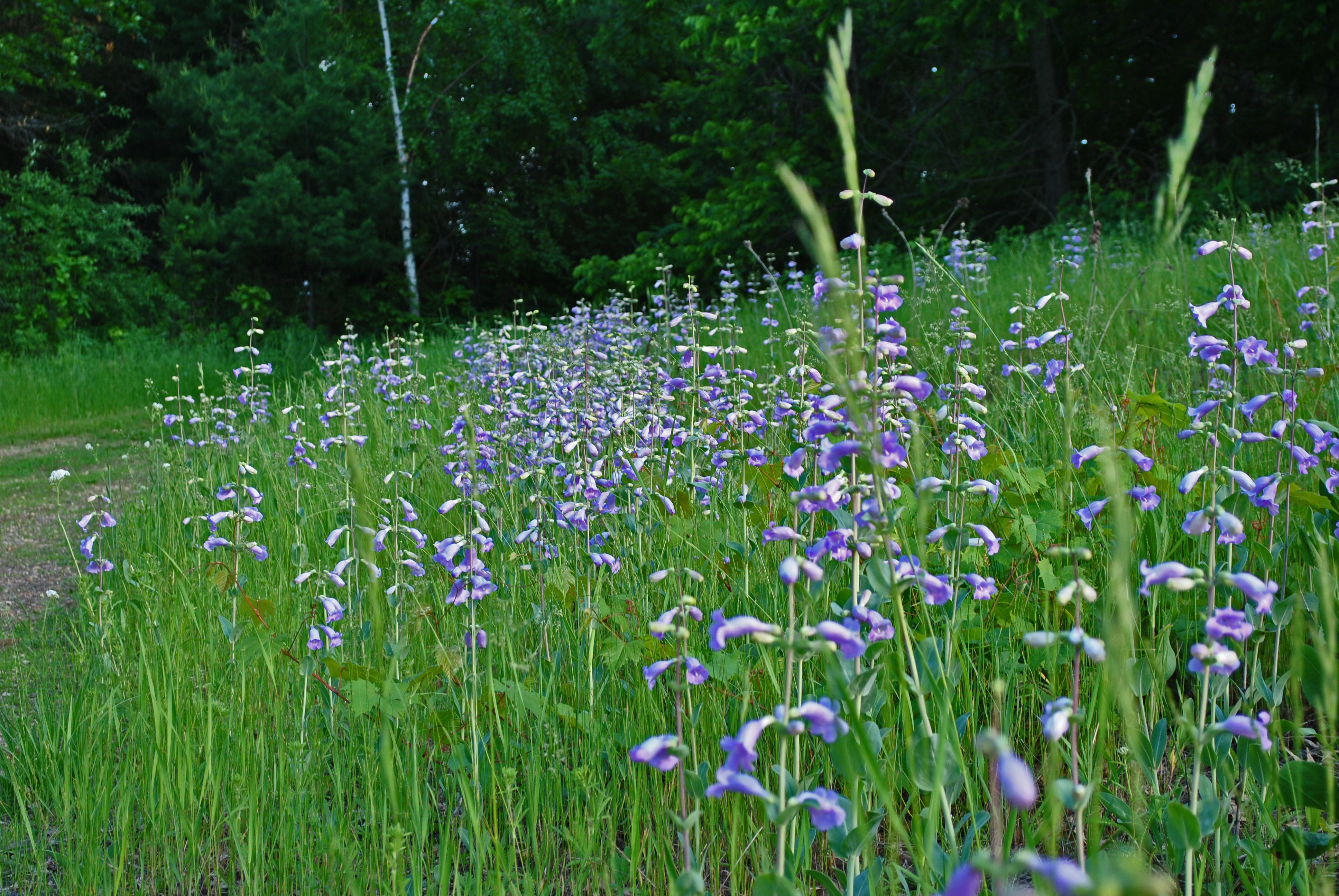